# Энгер-Дэймон, Баббен
Баббен Энгер-Дэймон (норв. Babben Enger-Damon; род. 19 сентября 1939 года, Осло) — норвежская лыжница, олимпийская чемпионка. Жена американского лыжника и биатлониста Ларри Дэймона.
На Олимпиаде-1964 в Инсбруке заняла 18-е место в гонке на 5 км и 31-е место в гонке на 10 км.
На Олимпиаде-1968 в Гренобле стала чемпионкой в эстафетной гонке, в которой она бежала второй этап, приняв эстафету от Ингер Эуфлес на первом месте Энгер-Дэймон сохранила лидерство и бежавшая на последнем этапе Берит Мёрдре-Ламмедаль не упустила победу. В остальных гонках олимпийского турнира была 21-й в гонке на 5 км и 8-й в гонке на 10 км.
Кроме лыжных гонок серьёзно занималась спортивным ориентированием, имеет серебряную медаль европейского первенства 1962 года в эстафете.